# 폴커크 휠

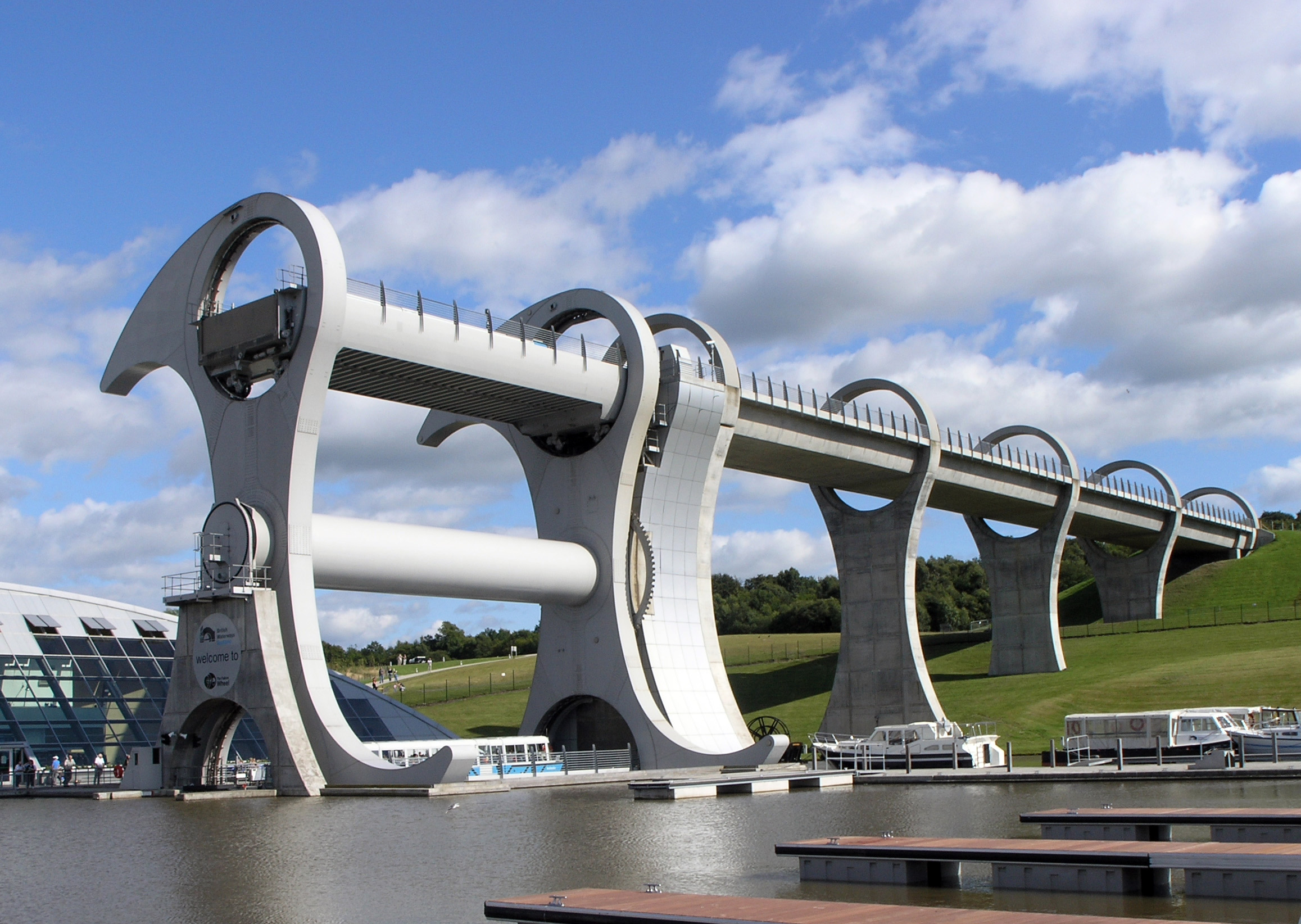
폴커크 휠

폴커크 휠(영어: Falkirk Wheel)은 스코틀랜드 중앙에 위치한 도시 폴커크에 있는 회전식 보트 리프트이다. 포스 앤드 클라이드 운하와 유니언 운하를 연결한다. 밀레니엄 링크 프로젝트의 일환으로 2002년에 개장하였다. 폴커크 휠은 세계에서 유일한 회전식 보트 리프트이자 영국에서 작동하는 두 개의 보트 리프트 중 하나이다. 다른 하나는 앤더턴 보트 리프트이다. 2002년 5월 24일, 폴커크 휠은 엘리자베스 2세 왕위 취임 50주년 기념식의 일부로 개통했다. 강제로 바퀴의 문을 여는 기물 파손으로 인한 홍수로 개장이 한 달 연기되었다.